# ジェイアール東海総合ビルメンテナンス
ジェイアール東海総合ビルメンテナンス株式会社 （ジェイアールとうかいそうごうビルメンテナンス、英: JR TOKAI General Bulding Maintenance Co.,Ltd. ）は、愛知県名古屋市中村区名駅南一丁目に本社を置く東海旅客鉄道(JR東海)の子会社（連結子会社)。

## 営業所
- 本社
- 名古屋営業所
- 太閤営業所
- 名古屋ビル管理営業所
- 中村営業所
- 港営業所
- 小牧営業所
- 豊橋営業所
- 高山営業所
- バス営業所
- 静岡支店
  - ホテル静岡営業所
  - アスティ静岡営業所
  - パルシェ営業所
  - 浜松営業所
- タワーズ支店
  - メンテナンス営業所　
  - デパート設備営業所
  - ホテル営業所
  - エネルギー営業所
  - ビルクリーン営業所
  - デパートクリーン営業所
  - 車両管理営業所

## 経営理念
1. 安全で快適な空間を提供し、地域に貢献します。
2. 創意工夫を重ね、お客様が満足できるサービスを提供します。
3. 明るく楽しく活き活きとした会社を目指します。

## 労働組合
- ジェイアール東海総合ビルメンテナンス労働組合（JR東海グループ労働組合連合会）